# Birken-Rotkappe
Die Birken-Rotkappe (Leccinum versipelle, Syn.: Leccinum testaceoscabrum nom. nud.), auch Heide-Rotkappe oder Schwarzschuppige Rotkappe genannt, ist eine Pilzart aus der Familie der Dickröhrlingsverwandten.

## Merkmale

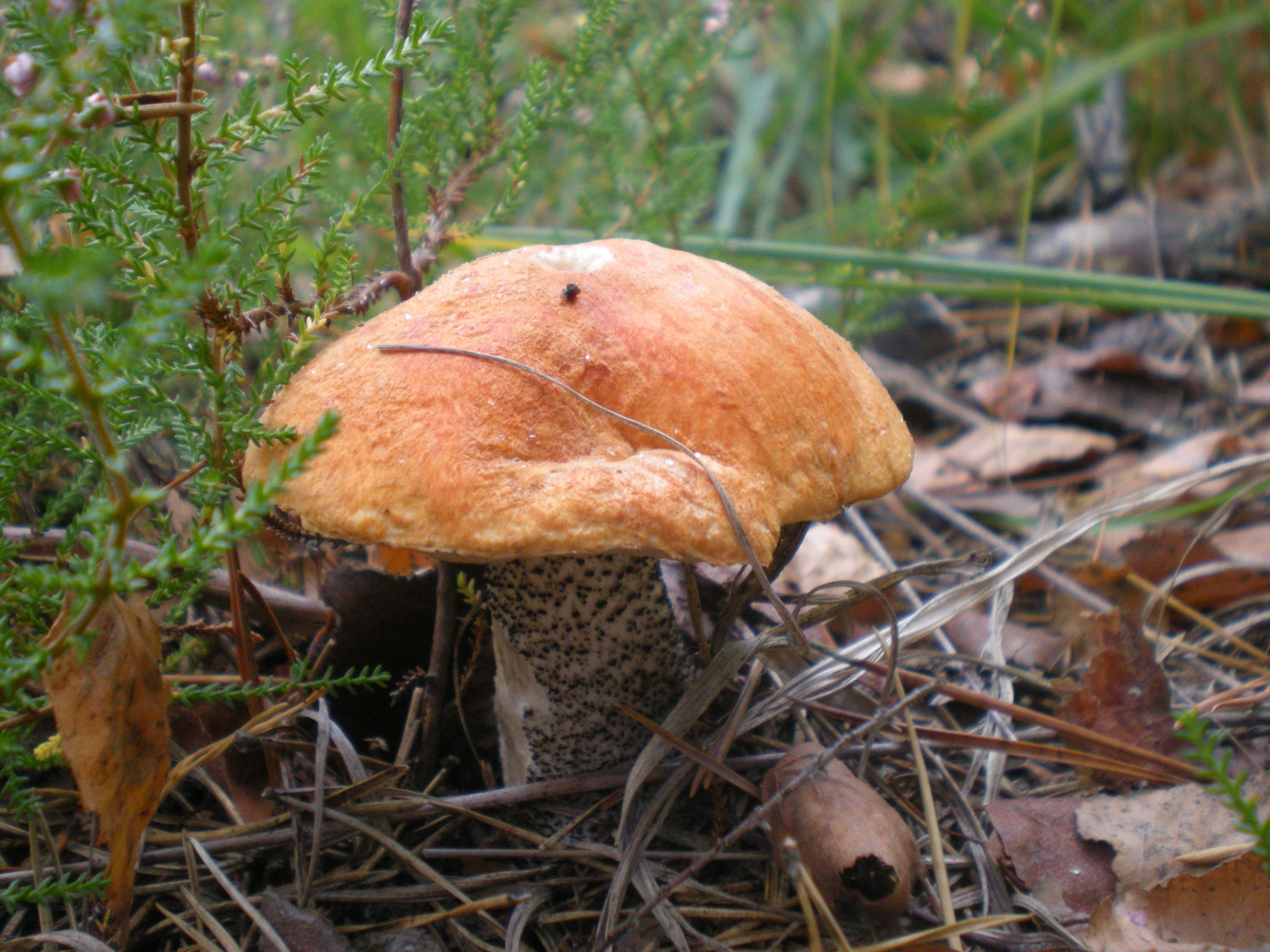
Die unregelmäßig-runzelige Hutoberfläche wird erst im Alter glatt.

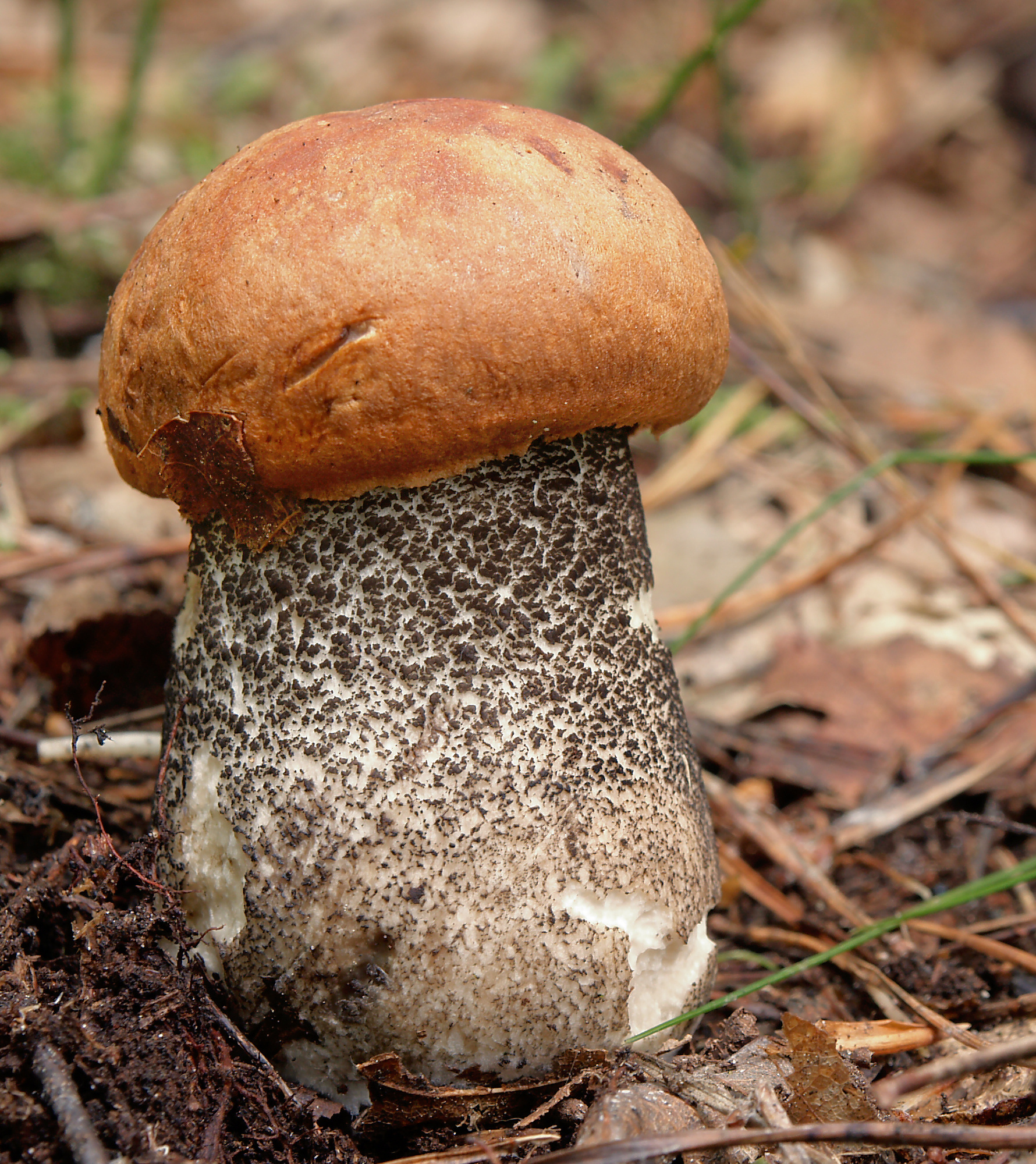
Die Birken-Rotkappe hat schwarze Stielschuppen und lebt mit Birken in Symbiose.

Das „Frauenschwammerl“, wie die Rotkappe in Bayern auch genannt wird, kann mehr als 20 cm hoch werden. Der Hutdurchmesser variiert zwischen 6 und 20 cm und hat eine ziegelähnliche Farbe, angefangen von Gelborange bis Braunrötlich. Jung ist er kaum breiter als der Stiel, breitet sich dann aber flach-konvex aus. Die Huthaut ist feinfilzig und trocken, nur nach lang anhaltendem Regen wird sie schmierig und klebrig. Sie greift am Rand deutlich auf das Röhrenpolster über. Die Röhren sind jung gelblich oder gräulich und hellen im Alter etwas auf. Der Stiel ist weißlich und mit den für die Gattung typischen schwarzbraunen Schüppchen besetzt. Das Fleisch ist weißlich, läuft aber nach Anschnitt grauviolettlich an, an der Stielbasis eher blaugrünlich. Es wird nach einiger Zeit ganz schwarz. Der Geruch und Geschmack sind angenehm. 
Die Sporen sind länglich-spindelig, messen 12–16 × 4–5 Mikrometer und sind bräunlich.

## Artabgrenzung
Die Birkenrotkappe kann mit keinem Giftpilz verwechselt werden, höchstens mit anderen essbaren Röhrlingen. Besonders ähnlich sind die Espenrotkappe (L. leucopodium) und die Eichenrotkappe (L. aurantiacum). Die Birkenrotkappe unterscheidet sich von diesen durch das violettgraue Verfärben des Fleisches bei Anschnitt. Bei den zwei genannten Arten verfärbt das Fleisch rötlich, bevor es ganz schwarz wird.

## Ökologie und Phänologie
Die Birkenrotkappe ist ein Mykorrhizapilz. Sie kommt in Gemeinschaft mit Birken, vor allem Weißbirken (Betula pendula), von Juni bis Oktober vor. Sie bevorzugt heideartige Landschaften mit Birken und bemooste oder mit Besenheide bewachsene saure Böden (Sand-/sandiger Lehmboden). In Nadelwäldern kommt sie bei jüngeren Fichten- und Kiefernforsten mit eingestreuten Birken vor. Die Birken sind meist nicht älter als 25 Jahre. Stellt sich – wie im Jahr 2004 – schon früh im Jahr ein günstiges, feuchtes Sommerklima ein, kommt es zum kurzzeitigen Massenvorkommen. Später wachsen – trotz weiterhin günstiger Bedingungen – nur noch vereinzelt Birkenrotkappen. Bleibt eine feuchte Wetterlage im Frühsommer oder Sommer aus, wächst die Birkenrotkappe in solchen Jahren insgesamt nur spärlich. Darum wird in vielen Pilzbüchern auch ein angeblicher Rückgang der Heiderotkappe beklagt – dies sicher mit Blick auf vergangene trockene Sommer.

## Bedeutung

### Speisewert
Ihr Fleisch wird ebenso wie das der Birkenpilze beim Anschneiden und Kochen grau bis schwarz. Aus diesem Grund wird dieser Pilz von manchen auch nicht gegessen, obwohl er ansonsten ein hervorragender Speisepilz ist. Diese Verfärbung mindert den Speisewert in keiner Weise. Im Gegensatz zum Birkenpilz hat die Rotkappe auch noch den Vorteil, dass sie nur selten von Maden befallen wird. Die Birkenrotkappe ist – wie viele andere Pilze auch – roh giftig. Einige Pilzführer empfehlen eine Mindestgarzeit von 15 Minuten. Der Pilz sollte beim Kochen seine Bissfestigkeit verlieren. Vereinzelt treten Unverträglichkeiten auf.

### Kinderbuch
Gewisse Berühmtheit erlangte die Rotkappe in dem Kinderbuch Neues vom Räuber Hotzenplotz von Otfried Preußler. Dort schwindeln Kasperl und Seppel dem Räuber Hotzenplotz vor, er hätte statt Rotkappen giftige Knallpilze gegessen, die ihn von innen heraus zerreißen werden. Hotzenplotz bekommt es mit der Angst zu tun und lässt sich von Kasperl und Seppel den Bauch mit Stricken zusammenschnüren. Bevor er es bemerkt, fesseln sie ihn dabei an den Lehnstuhl, in dem er sitzt. Wenig später kommt Polizeioberwachtmeister Dimpfelmoser und nimmt ihn fest.